# Dexter Fletcher
Dexter Fletcher (* 31. ledna 1966 Londýn) je britský herec, režisér, producent a scenárista. Jako herec se objevil například ve filmu Guye Ritchieho Sbal prachy a vypadni nebo v seriálech Hotel Babylon a Bratrstvo neohrožených.
Jeho režijní debut přišel v roce 2011 ve snímku Divoký Bill. Následně režíroval filmy Slunce nad Leithem a Orel Eddie.
V roce 2018 nahradil Bryana Singera na postu režiséra životopisného filmu Bohemian Rhapsody. V roce 2019 natočil hudební film Rocketman, pojednávající o životě zpěváka a skladatele Eltona Johna.

## Osobní život
Narodil se v londýnském obvodu Enfield do učitelské rodiny a vyrostl v londýnských čtvrtích Woodford Green a Palmers Green. Chodil se svou hereckou kolegyní z filmu Press Gang Julií Sawalhou a také s herečkou Lizou Walker. V roce 1997 se ve Westminsteru oženil s litevskou filmovou a televizní režisérkou Daliou Ibelhauptaitė. Za svědka mu šel jeho herecký kolega Alan Rickman. Fletcherovi bratři Graham Fletcher-Cook a Steve Fletcher pracují také jako herci.

## Filmografie

### Jako režisér a scenárista
| Rok  | Název                   | Uveden jako            | Uveden jako | Poznámky |
| Rok  | Název                   | Režisér                | Scenárista  | Poznámky |
| ---- | ----------------------- | ---------------------- | ----------- | --- |
| 1999 | Let the Good Times Roll | Ne                     | Ano         | Krátký film |
| 2011 | Divoký Bill             | Ano                    | Ano         | |
| 2013 | Slunce nad Leithem      | Ano                    | Ne          | |
| 2016 | Orel Eddie              | Ano                    | Ne          | |
| 2018 | Bohemian Rhapsody       | (neuveden v titulcích) | Ne          | Nahradil Bryana Singera na postu režiséra na poslední dva týdny natáčení, ale v závěrečných titulcích se objevil pouze jako výkonný producent, a to kvůli pravidlům Directors Guild of America. |
| 2019 | Rocketman               | Ano                    | Ne          | |

### Jako výkonný producent
- Just for the Record (2010)
- Dead Cert (2010)
- Bohemian Rhapsody (2018)

### Jako herec

#### Film
| Rok  | Název                                  | Role                       | Poznámky                |
| ---- | -------------------------------------- | -------------------------- | ----------------------- |
| 1976 | Bugsy Malone                           | Babyface                   |                         |
| 1978 | Bídníci                                | Gavroche                   | Televizní film          |
| 1979 | Dlouhý Velký pátek                     | Kluk                       |                         |
| 1980 | Sloní muž                              | Kluk                       |                         |
| 1984 | Bounty                                 | Able Seaman Thomas Ellison |                         |
| 1985 | Revoluce                               | Ned Dobb                   |                         |
| 1986 | Caravaggio                             | mladý Caravaggio           |                         |
| 1988 | The Raggedy Rawney                     | Tom                        |                         |
| 1989 | Spis o Ráchel                          | Charles Highway            |                         |
| 1990 | Mad Monkey                             | Malcolm Greene             |                         |
| 1991 | All Out                                | Angelo                     |                         |
| 1993 | Prince Cinders                         | princ Cinders              | krátký film             |
| 1996 | Jude                                   | kněz                       |                         |
| 1997 | Muž, který věděl příliš málo           | Otto                       |                         |
| 1998 | Sbal prachy a vypadni                  | Soap                       |                         |
| 1999 | Páté přes deváté                       | Louis                      |                         |
| 1999 | Historky z metra                       | Joe                        | Segment: Mr Cool        |
| 2002 | Hlubina                                | Kingsley                   |                         |
| 2003 | Správnej polda                         | Lee McCall                 |                         |
| 2003 | The Deal                               | Charlie Whelan             | Televizní film          |
| 2004 | The Secret of Year Six                 | Mike                       |                         |
| 2004 | Po krk v extázi                        | Cody                       |                         |
| 2005 | Doom                                   | Marcus „Pinky“ Pinzerowski |                         |
| 2006 | Tristan a Isolda                       | Orick                      |                         |
| 2007 | Hvězdný prach                          | vyhublý pirát              |                         |
| 2008 | Smrtící infekce                        | Michael                    |                         |
| 2010 | Kick-Ass                               | Cody                       |                         |
| 2010 | Amaya                                  | Francouz                   |                         |
| 2010 | Dead Cert                              | Eddie Christian            |                         |
| 2011 | Jack Falls                             | detektiv Edwards           |                         |
| 2011 | Fedz                                   | Hunter                     |                         |
| 2011 | Tři mušketýři                          | D'Artagnanův otec          |                         |
| 2011 | Divoký Bill                            | tajemný Barry              |                         |
| 2015 | The Coven                              | pan Sheers                 |                         |
| 2014 | A zase ti Mupeti!                      |                            | Cameo, vystřižená scéna |
| 2014 | Respectable: The Mary Millington Story | vypravěč                   |                         |
| 2018 | Terminal                               | Vince                      |                         |

#### Televize
| Rok       | Název                  | Role                  | Poznámky                  |
| --------- | ---------------------- | --------------------- | ------------------------- |
| 1989      | Press Gang             | James (Spike) Thomson | Televizní seriál          |
| 1989      | Poldové                | Tony Gillespie        | Díl: „The Strong Survive“ |
| 1997      | Správná pětka          | Lou                   | Televizní seriál          |
| 2001      | Bratrstvo neohrožených | John Martin           | Televizní seriál          |
| 2004      | Panenská královna      | Thomas Radclyffe      | Televizní seriál          |
| 2006–2009 | Hotel Babylon          | Tony Casemore         | 32 dílů                   |
| 2009      | Misfits: Zmetci        | Mike Young            | Televizní seriál          |
| 2011      | White Van Man          | Ian                   | Televizní seriál          |
| 2013      | Smrt v ráji            | Grant                 | Televizní seriál          |
| 2014      | Rev.                   | Mike Tobin            | Díl: „3.3“                |
| 2014      | Mount Pleasant         | Gus                   |                           |